# 达尼埃尔·莫勒隆
达尼埃尔·莫勒隆（法語：Daniel Morelon，1944年7月24日—），法国男子自行车运动员。他曾代表法国参加1964年、1968年、1972年和1976年夏季奥林匹克运动会自行车比赛，共获得三枚金牌、一枚银牌和一枚铜牌。